# 줄리아 리치먼 고등학교
줄리아 리치먼 고등학교(Julia Richman High School)는 1923년에 개교된 미국 뉴욕주 뉴욕 시티의 사립 고등학교이다.